# Galatabrücke
Die Galatabrücke (türkisch Galata Köprüsü) überquert das ins Marmarameer mündende Goldene Horn an der europäischen Seite des Bosporus zwischen den Istanbuler Vierteln Eminönü im Stadtbezirk Fatih und Karaköy (Galata) im Stadtbezirk Beyoglu.

## Beschreibung
Die heutige, 1992 eröffnete Brücke ist, anders als ihre schwimmenden Vorgänger, die erste fest im Untergrund verankerte Brücke an dieser Stelle und die erste Klappbrücke am Goldenen Horn. 
Die Stahlkonstruktion ist insgesamt 466 m lang und 42 m breit. Sie hat in der Mitte zwei Straßenbahngleise auf einem eigenen Gleiskörper, die von je drei Fahrspuren für Kfz flankiert werden. Der Gehweg auf der dem Bosporus zugewandten Seite ist 7,5 m breit, der Gehweg auf der anderen, dem Goldenen Horn zugewandten Seite ist 5,5 m breit. Sie hat – wie früher – ein knapp über dem Wasser liegendes Untergeschoss mit Restaurants, Cafés und Geschäften, die zusammen 6000 m² gewerbliche Flächen haben.
Unter der von 114 Pfeilern getragenen Brücke kann das Wasser fast ungehindert zirkulieren, was wesentlich zur Verbesserung der Wasserqualität im Goldenen Horn beigetragen hat.
In der Mitte der Brücke befindet sich eine Klappbrücke mit einer 80 m weiten Öffnung mit 6 m lichter Höhe, durch die die üblichen Fährschiffe jederzeit ungehindert passieren können, die für größere Schiffe aber – in der Regel nachts – geöffnet werden kann. Die Klappbrücke ist von zwei großen Bauwerken eingerahmt, in denen sich die Steuerung der Klappflügel und ihre Gegengewichte befinden. Die Klappbrücke hat vier Flügel (zwei für jede Fahrbahnhälfte), die von ihrer Achse bis zur Spitze 46 m lang sind. Zusammen mit ihrem 11 m langen Gegenarm sind sie insgesamt 57 m lang. Wegen der unterschiedlich breiten Gehwege sind die Flügel der einen Seite 20 m, die der anderen Seite 22 m breit.
Die Galatabrücke wurde nach einem Entwurf von Fritz Leonhardt von einem Konsortium aus der türkischen STFA Group und Thyssen  errichtet. Nach einigen Jahren hatte sie Probleme mit der Klappmechanik, weshalb sie zwei Jahre nicht geöffnet werden konnte. Die Klappflügel mussten deshalb zur Reparatur zwischen 2000 und 2001 vorübergehend ausgebaut werden. Nachdem die unter der Fahrbahn gelegenen Geschäftsflächen lange ungenutzt leergestanden hatten, ist seit 2002 auch dieser Teil der Brücke in Betrieb. 2003 wurde die Verlängerung der bestehenden Straßenbahn über die Galatabrücke in die Neustadt weitergeführt, so dass die Nutzung der modernen Brücke nun weitgehend wieder derjenigen ihres Vorgängerbaus entspricht. Die Galatabrücke ist bis heute eine der vom Autoverkehr am stärksten beanspruchten Stellen Istanbuls und trotz ihrer 6 Fahrspuren ein „Nadelöhr“, das durch die Atatürk-Brücke nur wenig entlastet wurde.

## Geschichte
Im 19. Jahrhundert, mit dem Wachstum von Pera und der anderen Vororte nördlich des Goldenen Hornes, genügte der Fährverkehr mit Ruderbooten den Anforderungen nicht mehr. Auch die von Sultan Mahmud II. 1836 eröffnete hölzerne Alte Brücke (Cisr-i Atik, an der Stelle der heutigen Atatürk-Brücke) wurde dem Bedarf nicht mehr gerecht.

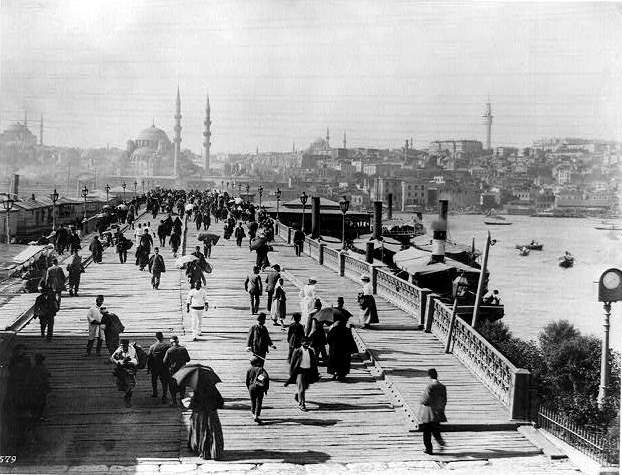
Die Brücke im späten 19. Jahrhundert, Neue Moschee im Hintergrund

Auf Veranlassung von Valide Sultan Bezm-î Âlem, der Mutter von Sultan Abdülmecid I., wurde deshalb 1845 eine weitere Schwimmbrücke, die Neue Brücke (Cisr-i Cedid) an der Stelle der heutigen Galatabrücke errichtet. 1863 wurde der erwartete Besuch Kaiser Napoleons III. zum Anlass genommen, den Holzbau zu erneuern.
1875 führte eine britische Firma eine erste Eisenbrücke aus. Diese wurde wiederum 1912 durch eine neue Pontonbrücke mit zwei Etagen abgelöst, die von der Firma MAN-Werk Gustavsburg errichtet wurde. Von 1845 bis 1930 war die Benutzung der Brücke nicht nur für Fahrzeuge, sondern auch für Fußgänger mautpflichtig.
Von 1937 bis 1938 wurden die Pontons vom MAN-Werk Gustavsburg erneuert und die Brücke einer Generalsanierung unterzogen. Nach einem Brand im Jahr 1992 wurde die Brücke zunächst abgebaut, und aus einigen ihrer Teile zwischen Balat und Hasköy eine Brücke errichtet, die jedoch wenig später wegen ungünstiger Auswirkungen auf den Wasseraustausch im Goldenen Horn wieder entfernt werden musste.